# Папарацци (фильм, 1998, Италия)
«Папарацци» (итал. Paparazzi) — итальянский комедийный фильм, снятый режиссёром Нери Паренти в 1998 году.

## Сюжет
«Кинг», «Фаина», «Эр Патата» и «Чиро 3000» — четверо фотожурналистов, которые управляют агентством «Маджика Пресс» в Риме. Однажды к четверым присоединяется Бин, неуклюжий фотограф из Милана, который по ошибку повредил Миланскому собору. Пятеро папарацци пытаются снимать компрометирующие фотографии итальянских знаменитостей, чаще всего безуспешно. Они становятся богатыми и известными после того, как они фотографируют сексуальный контакт между президентом США и молодой девушкой.

## В ролях
- Кристиан Де Сика — Чезаре «Фаина» Проиетти
- Массимо Болди — Джакомо «Бин» Коломбо
- Диего Абатантуоно — Уго «Кинг» Конти
- Роберто Брунетти — Ремо «Эр Патата» Карточчи
- Нино Д’Анджело — Чиро «3000» Куккурулло
- Паоло Контичини — любовник Элеонора Касаленьо
- Брандо Де Сика — официант
- Барбара Кьяппини — девушка на пляже
- Марко Риччи — двойник Майкла Джексона
- Луиджи Каприуло — двойник Роналдо

В фильме многие итальянские знаменитости, снявшиеся в роли самих себя. В их числе журналисты Маурицио Моска, Емилио Феде и Альдо Бискарди; ведущие Карло Конти и Клаудио Липпи; модели Элеонора Касаленьо, Валерия Мазза, Анна Фальки и Бригитта Нильсен; актёры Ева Гримальди и Габриель Гарко; футболист Алессандро Неста.